# Sassau (Walchensee)
Sassau (traditionelle Schreibweise Saſsau mit langem s) ist die einzig begehbare Insel im Walchensee in Bayern. Sie ist 2,596 Hektar groß, unbewohnt und gehört wie die Seefläche politisch zur Gemeinde und deckungsgleichen Gemarkung Kochel am See im Landkreis Bad Tölz-Wolfratshausen, Bayern, deren Zentrum sieben Kilometer nördlich liegt. Früher gab es noch eine zweite, sehr kleine Insel, die Katzeninsel, die heute mit dem Festland verbunden ist. Neben der Insel Sassau existiert im Walchensee auch die kleinere, unter Naturschutz stehende Vogelinsel, die jedoch in vielen Karten nicht aufgeführt wird.

## Geschichte
Die Insel gehörte bis zur Säkularisation 1803 zum Klostergericht Benediktbeuern und war dem dortigen Konvent Zufluchtsort in kritischen Zeiten. So hielten sich die Angehörigen des Klosters auch 1632, beim Einfall der Schweden während des Dreißigjährigen Krieges dort auf zusammen mit den Pretiosen des Klosters. Ebenso geschah es während des Spanischen Erbfolgekrieges. Aus dieser Zeit stammen die Grundmauern ehemaliger Gebäude, die Abt Eliland II. im Jahr 1703 dort errichten ließ und sie mit Serpentinen (lange Geschütze) und Kanonen zur Verteidigung verstärkte. Nach 1803 war das Kurfürstliche, ab 1806 das Königlich Bayerische Forstärar für die Insel zuständig. In dieser Zeit wurde im Auftrag von Max II. ein Kochherd auf der Insel errichtet. Ab 1885 gehörte die Insel als Distrikt XX zum Forstamt Jachenau. 1892 erwarb der königliche Hofmedicus Franz von Pfistermeister, Sohn des Franz Seraph von Pfistermeister die Insel. Sie blieb im Besitz der Familie bis zum Rückkauf durch die Bayerische Staatsforstverwaltung 1972. In den 1960er Jahren hatte der evangelische Pfarrer Detlef von Walter mit Duldung der Besitzer auf der Insel für seine Familie mehrere Blockhütten gebaut. Diese wurden 1972 geräumt und abgerissen.

## Geografie

### Lage

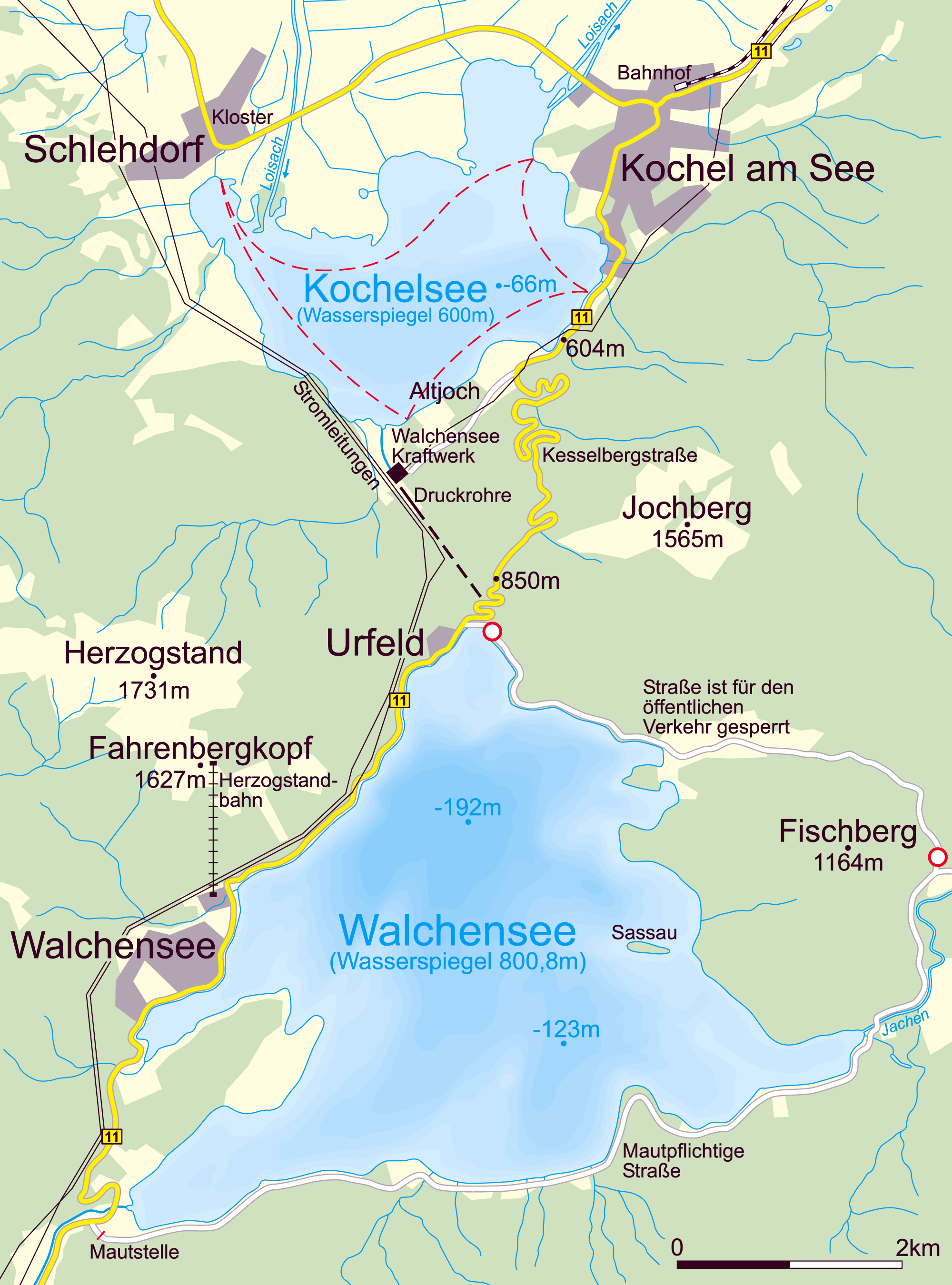
Übersichtsplan mit Walchensee und Kochelsee

Die Insel liegt im Ostteil des Walchensees, 210 Meter vom Ostufer des Sees Am Steineck entfernt. Die nächstgelegene Ortschaft ist Sachenbach in der Gemeinde Jachenau 1,7 km (Luftlinie) nördlich.
Naturräumlich gehört Sassau zur Haupteinheit Kocheler Berge, die nach der naturräumlichen Gliederung Deutschlands (gemäß Meynen/Schmithüsen et al.) Bestandteil der Haupteinheitengruppe Schwäbisch-Oberbayerische Voralpen ist.

### Gestalt
Die Wassertiefe zwischen dem Festland und Sassau beträgt nur 15 bis 23 Meter, weshalb die Insel mit einer Halbinsel verglichen worden ist. Sie stellt überdies den östlichen Grenzpunkt zwischen den Seeteilen Altlacher oder Obersee im Süden und dem zentralen Hauptteil Weitsee dar. Sassau und das Steineck bilden die südliche Begrenzung der Breiten Bucht, die sich im Norden bis zu der kleinen Halbinsel Buchenort erstreckt. Die Insel hat von Westen nach Osten eine Länge von 367 Metern, von Norden nach Süden eine maximale Breite von 93 Metern im Westen der Insel.
Sassau hat eine längliche Form und läuft nach Osten hin spitz zusammen. Der Umfang der Insel (Uferlinie) beträgt ungefähr 900 Meter.
Topografisch besteht die Insel aus einem von Westen nach Osten verlaufenden Landrücken sowie einem ebenen Ufer.
Die Ufer sind unverbaut und weisen eine kiesige Struktur auf.
Die Insel erreicht eine Meereshöhe von 814 Metern und ragt damit mehr als 13 Meter über den Seespiegel (800,8 Meter) auf.

### Geologie
Der Walchensee befindet sich in den nördlichen Kalkalpen, einem jungen Faltengebirge, das noch in Hebung begriffen ist. Der See ist durch geologische Auffaltungen entstanden und wurde danach glazial überprägt. Mächtige Karbonatgesteine der Trias prägen den vielfältigen Landschaftsraum. Norische Plattenkalk-Schichten des Obertrias bilden die vorherrschende geologische Formation der Insel. Als karbonatisches Sedimentgestein ist Plattenkalk gegenüber starker chemischer Verwitterung besonders anfällig. Der verkastungsfähige Hartkalk weist geringe bis mittlere Gehalte an Nicht-Carbonaten auf. Durch Verkarstungsprozesse hat sich ein Karst-Plateau als Insel gebildet, das örtlich von rhätischen Schichten der Kössen-Formation überlagert ist.
Auf der Karstlandschaft der Insel Sassau haben sich Felshumusböden entwickelt. Rendzina und Braunerde-Rendzina sind die bestimmenden Bodentypen. Die Ausbildung von Tangelrendzina mit organischen Auflagen von 30 bis 85 Zentimetern über weniger als 10 Zentimeter tief entwickelten Mineralböden ist eine Besonderheit der Insel und der Kalkalpen. Die organische Auflage wird auch als Tangelhumus bezeichnet und nimmt auf den österreichischen Bodenkundler Walter Kubiëna Bezug.

### Klima
Das Waldareal weist ein kühl-feuchtes Klima auf. Die Insel ist der tiefmontanen Bergmischwaldstufe zuzuordnen. Die tiefmontane Stufe stellt eine klimatische Höhenstufe dar, die durch ein Optimum der Buche ausgezeichnet ist und in der die Fichte nur eine untergeordnete Rolle spielt. Die mittlere Jahrestemperatur beträgt lediglich 5,2 °C. Der mittlere Jahresniederschlag ist mit 1.483 mm als hoch einzustufen. Der Niederschlagshaushalt der Insel ist durch ein ausgeprägtes Sommermaximum und schneereiche Winter charakterisiert. Zeitweise kommen im Raum des Walchensees starke Föhnwinde aus südlicher Richtung vor, die auf die angrenzenden Südhänge prallen.

## Flora und Fauna

### Flora
Die Insel ist dicht mit Bäumen bewachsen. Es konnte sich ein in dieser Zusammensetzung einmaliger Bergmischwald ohne Störung durch Wildverbiss entwickeln. Als natürliche Waldgesellschaft hat sich ein Fichten-Tannen-Buchen-Wald mit Edellaubbäumen und Eiben etabliert. Die dominierende Hauptbaumart stellt mit über 50 Prozent die Rotbuche (Fagus sylvatica) dar. Mit 11 bis 20 Prozent treten Weiß-Tanne (Abies alba) und Gemeine Fichte (Picea abies) als Hauptbaumart auf. Europäische Lärche (Larix decidua) und Berg-Ahorn (Acer pseudoplatanus) kommen mit weniger als 10 Prozent auf der Insel vor. Starke Fichten- und Tannen-Überhälter überragen einen dichten Buchen-Hauptbestand, der von einer darunterliegenden Schicht bestehend aus vielstämmigen Eiben und Tannen untersetzt ist. Der Vegetationsbestand wird fast ausschließlich aus Schattbaumarten gebildet. In wenigen Bereichen kommen auf stark vermoderten, ehemaligen Totholz-Strukturen azidophile Moos-Arten vor.
Die Sassau ist unter Fachleuten berühmt für ihre Eiben, von denen einzelne älter sind als 500 Jahre. Außerdem wachsen einige Pflanzen, die vorher rund um den Walchensee wuchsen, jetzt nur noch auf der Insel.
Auf der Insel werden sich ohne menschliche Eingriffe Buchenwälder basen- bis kalkreicher Standorte als potenzielle natürliche Vegetation (pnV) entwickeln.

### Fauna
Die naturnahen Lebensräume der Insel bieten vielen Vögeln hervorragende Brutmöglichkeiten und Zugvögeln ein sicheres Winter- oder Durchzugsquartier. So stellt das Vorkommen der Mittelmeermöwe (Larus michahellis) eine regionale Besonderheit dar. Im Jahre 2000 wurde erstmals eine Brut der mediterranen Möwenart nachgewiesen. Die durchschnittliche Schlüpfrate für 13 Bruten, deren Verlauf zwischen 2000 und 2006 am Walchensee beobachtet wurde, betrug 60 Prozent und lag damit unter dem bayerischen Durchschnitt von 70 Prozent. Im Jahre 2015 war der Brutplatz auf der Insel mit acht Paaren besetzt. Die Insel Sassau gilt als der höchstgelegene Brutplatz der Art in Deutschland.

## Schutzgebiete
Die Insel Sassau weist einen sehr hohen naturschutzfachlichen Wert und eine große ökologische Schutzbedürftigkeit auf. Daher wurde das naturnahe Waldareal als Schutzgebiet unterschiedlicher Kategorie ausgewiesen und gesichert.

### Naturschutzgebiet
Bereits 1978 wurde eine 7,85 Hektar große Fläche als Naturschutzgebiet (NSG) mit dem Namen Insel Sassau im Walchensee durch Verordnung unter Schutz gestellt (NSG-00108.01). Die Grenze des Naturschutzgebietes verläuft in einem Abstand von 50 Metern um die Insel. Neben dem Erhalt der regionaltypischen Vegetationseinheiten und dem Schutz des natürlichen Eibenbestandes sind die Sicherung von bedrohten Wasservogelarten und die Beobachtung der natürlichen Verjüngungsdynamik von Tannen- und Buchenwäldern unter weitgehend ungestörten Bedingungen der Schutzzweck des Naturschutzgebietes. Das Betreten der Insel ist ganzjährig verboten.

### Natura 2000 Gebiet
Die montanen Buchenmischwälder und die Uferzonen der Insel wurden als 3,85 Hektar große Teilfläche des 1.438,7 Hektar großen, europäischen Schutzgebiets Jachenau und Extensivwiesen bei Fleck (FFH-Gebiet, Nr. 8434-372) an die Europäische Kommission gemeldet. Die geschützten Waldlebensräume der Insel übernehmen eine Trittsteinfunktion im europäischen Schutzgebietsnetz Natura 2000 in der alpinen Region. Mit der „Bayerische Verordnung über die Natura 2000 Gebiete“ vom 19. Februar 2016 wurde das FFH-Gebiete Jachenau und Extensivwiesen bei Fleck mit einer gemeinsamen Verordnung rechtsverbindlich festgelegt.

### Landschaftsschutzgebiet
Der Walchensee einschließlich der Uferstreifen und die südlich angrenzende alpine Gebirgslandschaft wurde 1995 als Landschaftsschutzgebiet (LSG) Walchensee mit einer Gesamtfläche von 3.506,76 Hektar ausgewiesen (LSG00492.01).

### Naturwaldreservat
Daneben ist der montane Bergmischwald der Insel seit 1978 als Naturwaldreservat geschützt und ohne forstliche Nutzung und Jagd. Die Fläche gehört als Staatswald dem Freistaat Bayern. Die Insel Sassau stellt mit lediglich 2,8 Hektar Größe das kleinste der bayerischen Naturwaldreservate dar.

## Bilder

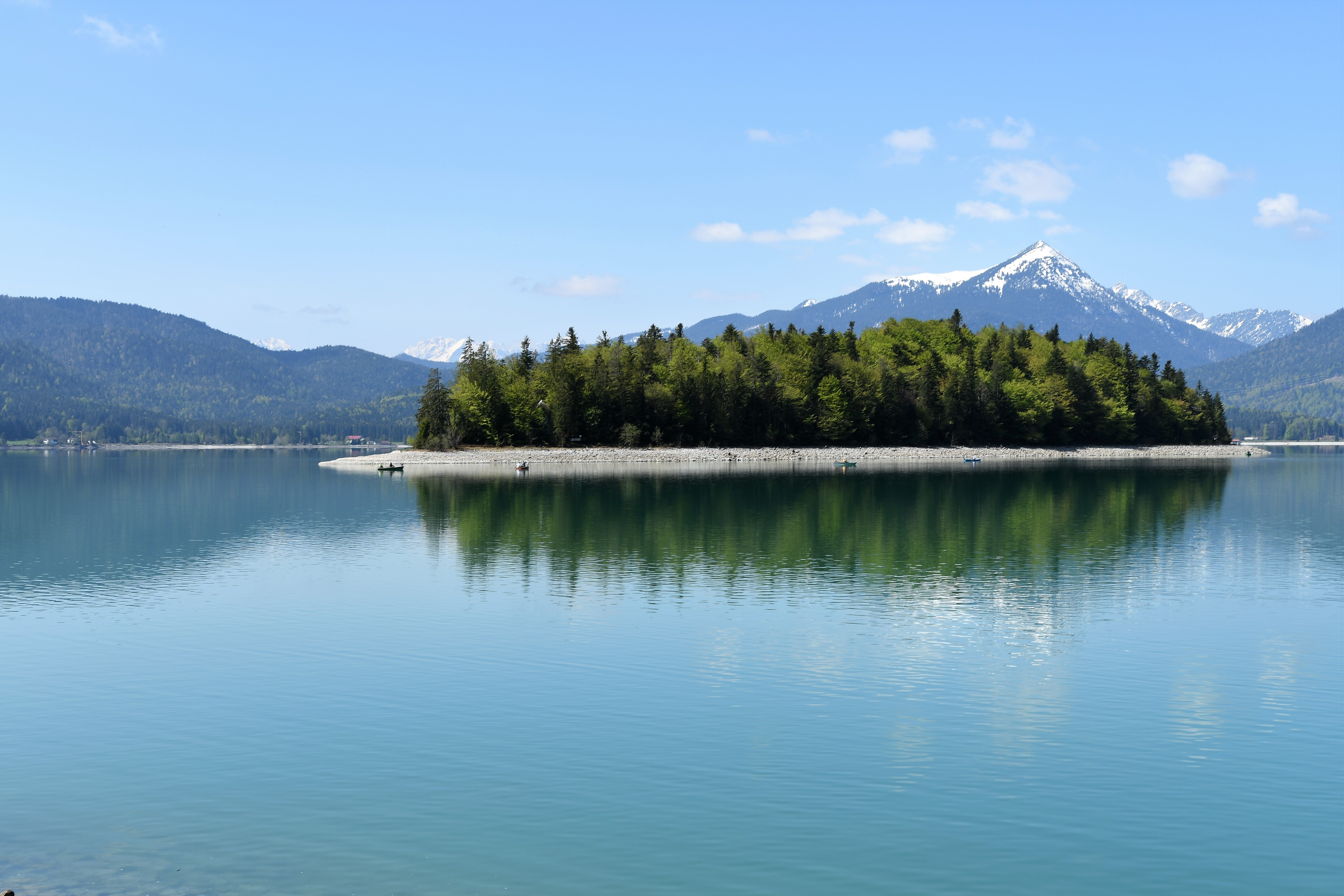
Längsansicht mit dem Estergebirge im Hintergrund
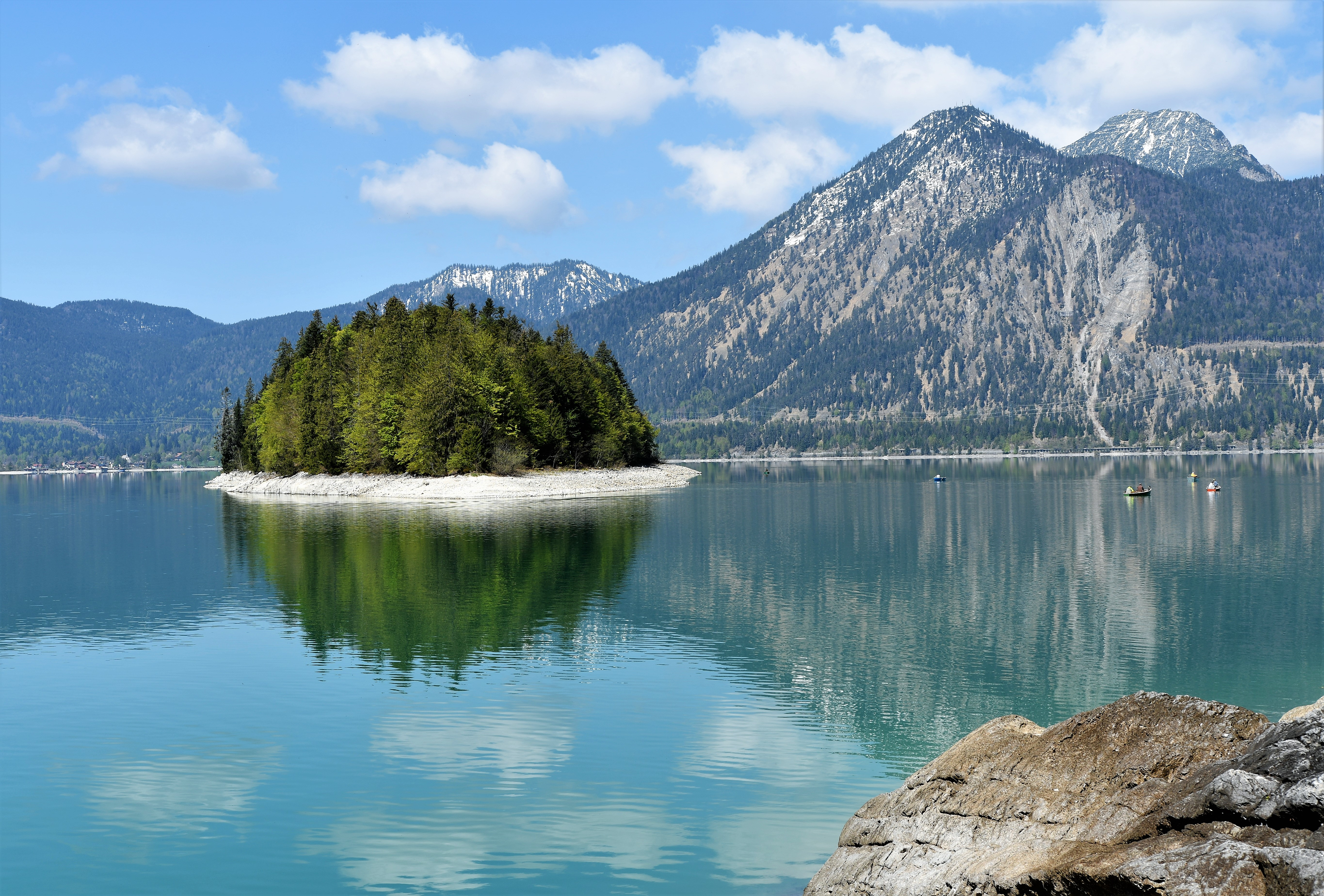
Insel mit dem 1.731 Meter hohen Herzogstand im Hintergrund
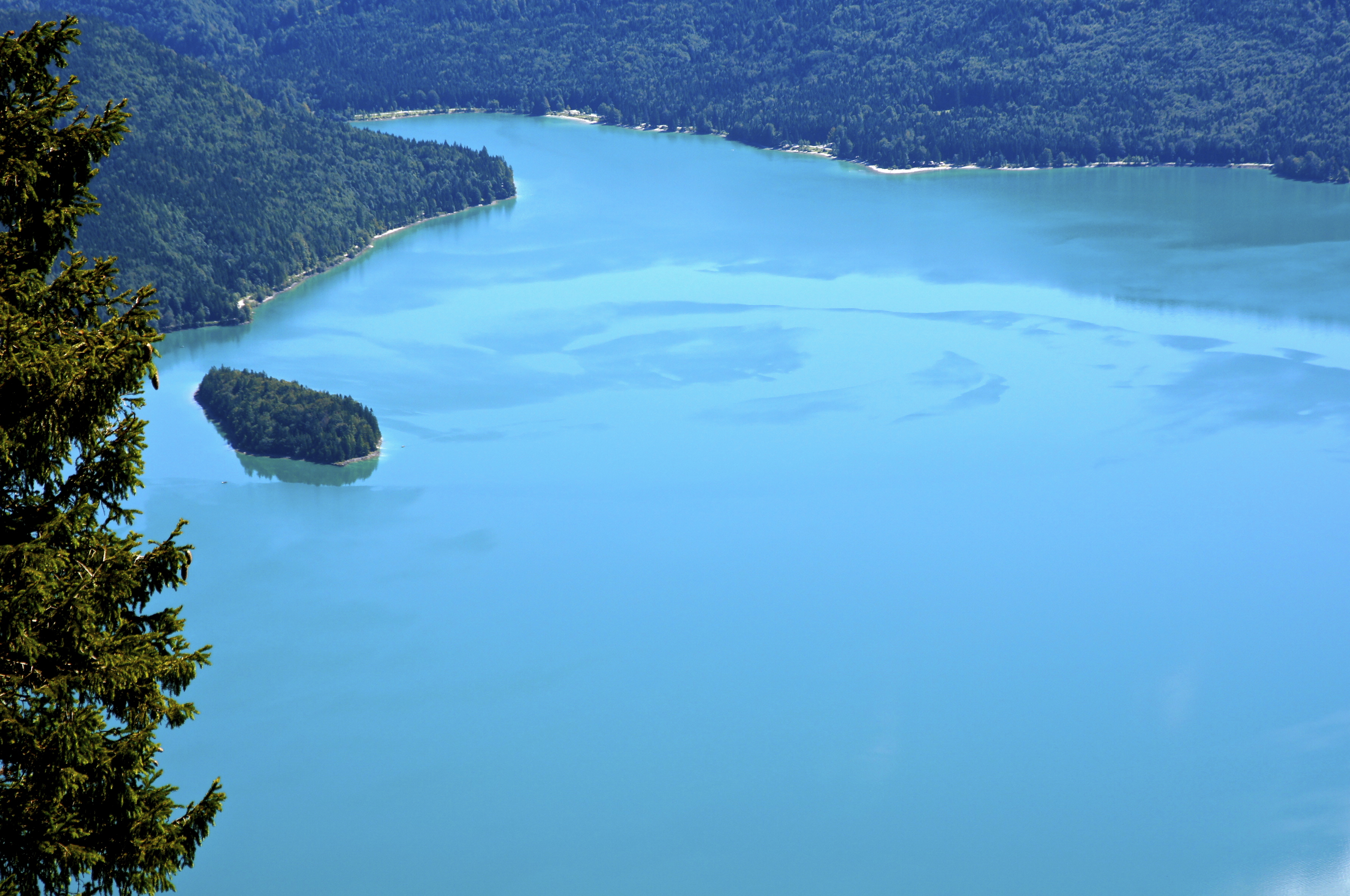
Schrägluftbild des Walchensees mit der Insel und der Niedernacher Bucht
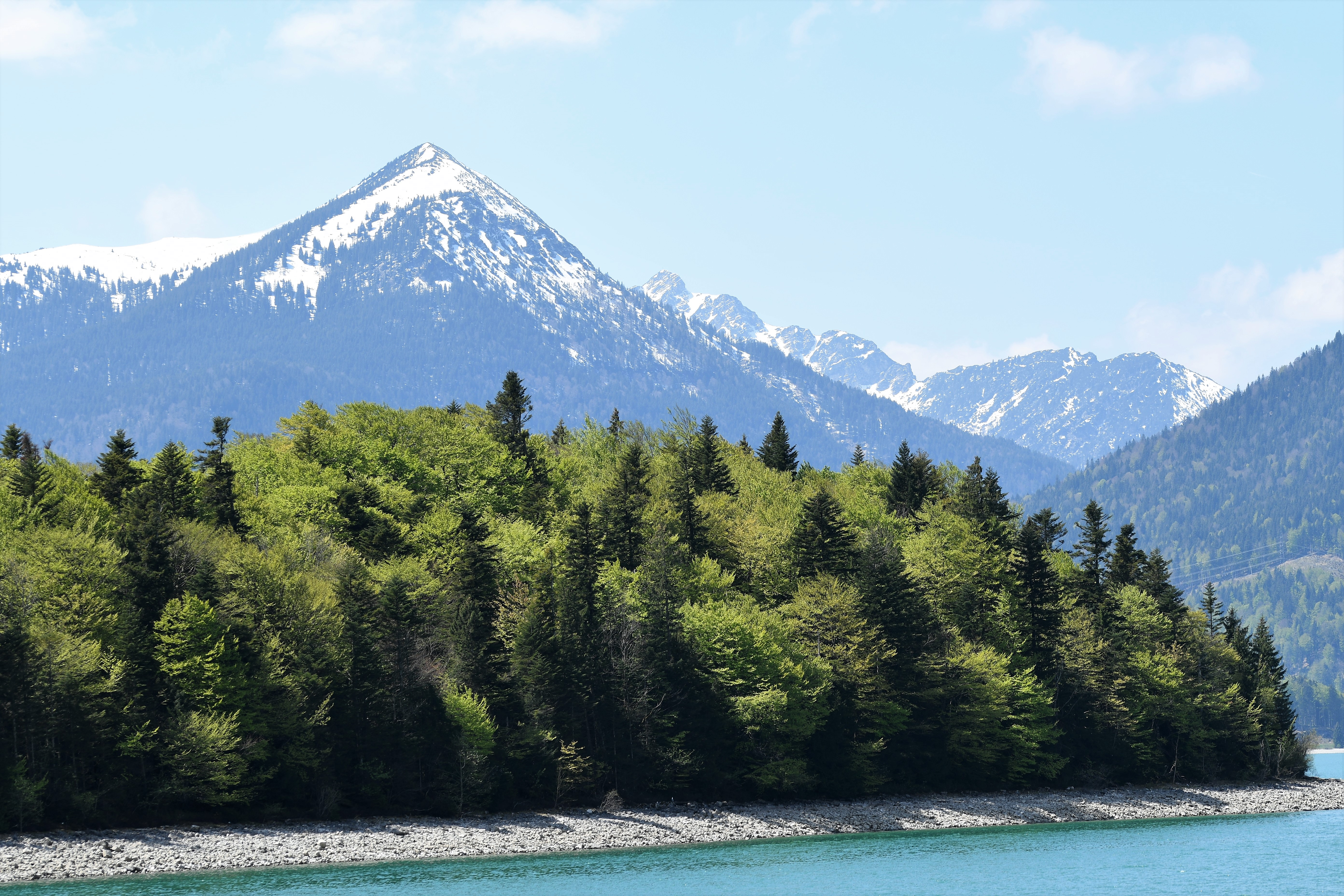
Detailansicht der Insel mit dem 1.840 Meter hohen Simetsberg im Hintergrund
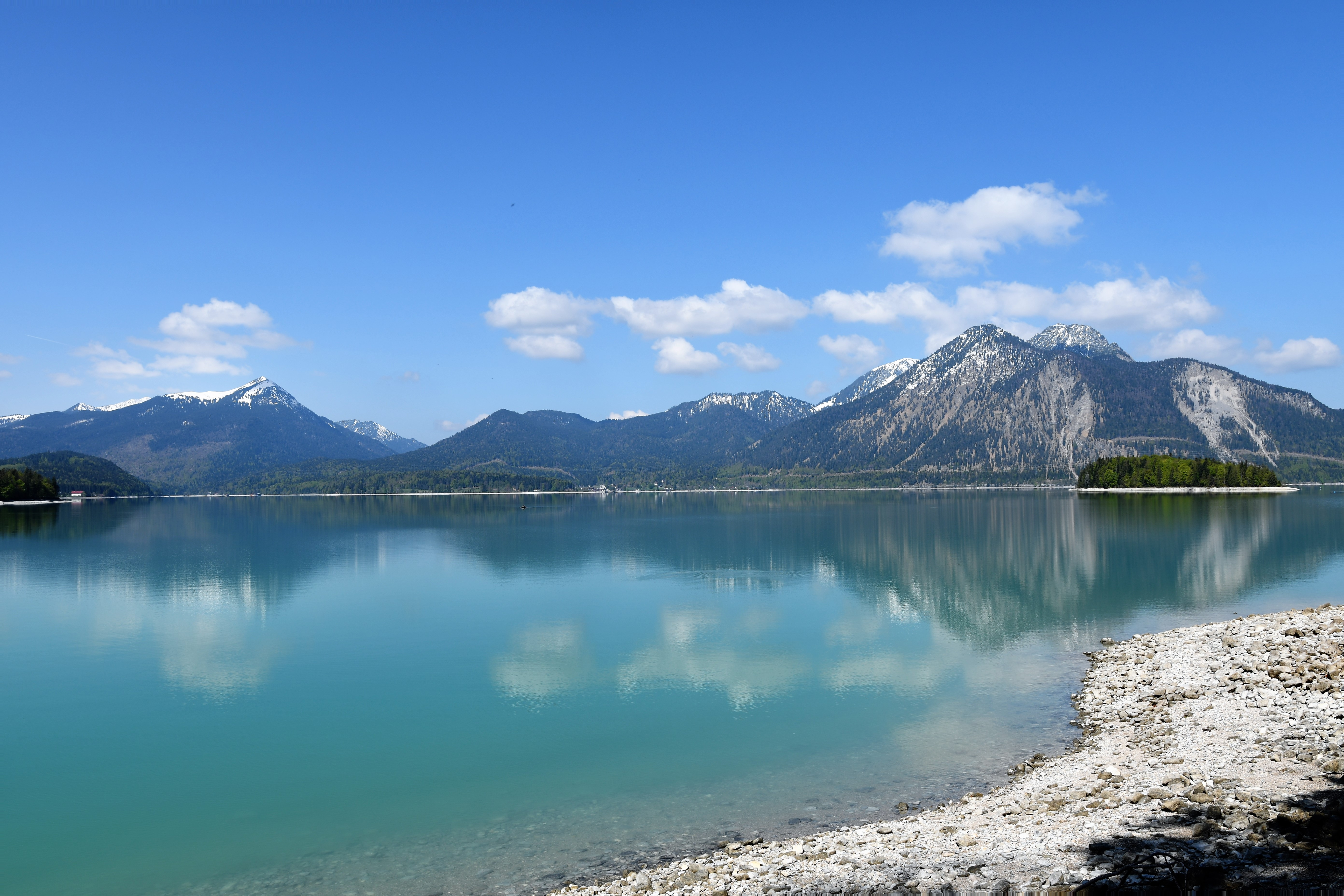
See und Insel mit Herzogstand, Fahrenbergkopf und Simetsberg